# Eaux-Puiseaux
Eaux-Puiseaux est une commune française, située dans le département de l'Aube en région Grand Est. Ses habitants sont les Puisotins et les Puisotines.

## Géographie
|                | Maraye-en-Othe   |       |
| Vosnon         | Eaux-et-Puiseaux | Auxon |
| Ervy-le-Châtel |                  |       |

Eaux-Puiseaux est un village situé à environ 35 km de Troyes et à 50 km d'Auxerre, dans le canton d'Ervy-le-Châtel. La route nationale 77 passe à proximité du village.

### Hydrographie
La commune est dans la région hydrographique « la Seine de sa source au confluent de l'Oise (exclu) » au sein du bassin Seine-Normandie. Elle n'est drainée par aucun cours d'eau,.

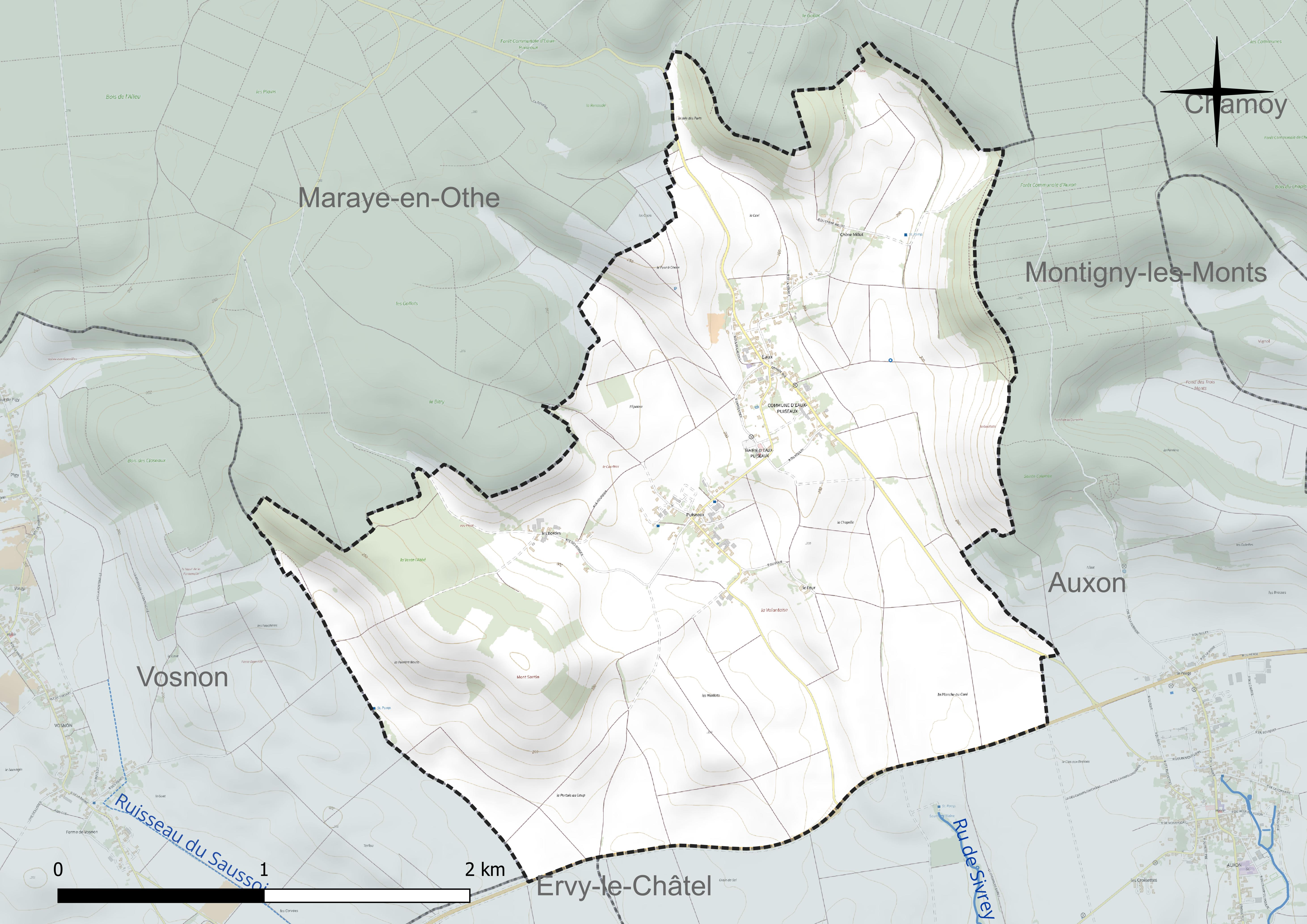
Réseau hydrographique d'Eaux-Puiseaux.

### Climat
Pour des articles plus généraux, voir Climat du Grand Est et Climat de l'Aube.
En 2010, le climat de la commune est de type climat océanique dégradé des plaines du Centre et du Nord, selon une étude du Centre national de la recherche scientifique s'appuyant sur une série de données couvrant la période 1971-2000. En 2020, Météo-France publie une typologie des climats de la France métropolitaine dans laquelle la commune est exposée à un climat océanique altéré et est dans la région climatique Lorraine, plateau de Langres, Morvan, caractérisée par un hiver rude (1,5 °C), des vents modérés et des brouillards fréquents en automne et hiver.
Pour la période 1971-2000, la température annuelle moyenne est de 10,3 °C, avec une amplitude thermique annuelle de 15,8 °C. Le cumul annuel moyen de précipitations est de 779 mm, avec 12,6 jours de précipitations en janvier et 7,9 jours en juillet. Pour la période 1991-2020, la température moyenne annuelle observée sur la station météorologique de Météo-France la plus proche, « Saint-Mards », sur la commune de Saint-Mards-en-Othe à 9 km à vol d'oiseau, est de 11,1 °C et le cumul annuel moyen de précipitations est de 759,6 mm. 
La température maximale relevée sur cette station est de 41,2 °C, atteinte le 25 juillet 2019 ; la température minimale est de −21,3 °C, atteinte le 2 janvier 1997,,.
Les paramètres climatiques de la commune ont été estimés pour le milieu du siècle (2041-2070) selon différents scénarios d'émission de gaz à effet de serre à partir des nouvelles projections climatiques de référence DRIAS-2020. Ils sont consultables sur un site dédié publié par Météo-France en novembre 2022.

## Urbanisme

### Typologie
Au 1er janvier 2024, Eaux-Puiseaux est catégorisée commune rurale à habitat dispersé, selon la nouvelle grille communale de densité à 7 niveaux définie par l'Insee en 2022.
Elle est située hors unité urbaine. Par ailleurs la commune fait partie de l'aire d'attraction de Troyes, dont elle est une commune de la couronne,. Cette aire, qui regroupe 209 communes, est catégorisée dans les aires de 200 000 à moins de 700 000 habitants,.

### Occupation des sols
L'occupation des sols de la commune, telle qu'elle ressort de la base de données européenne d’occupation biophysique des sols Corine Land Cover (CLC), est marquée par l'importance des territoires agricoles (89,9 % en 2018), une proportion identique à celle de 1990 (89,9 %). La répartition détaillée en 2018 est la suivante : 
terres arables (84,5 %), forêts (10,1 %), zones agricoles hétérogènes (5,4 %). L'évolution de l’occupation des sols de la commune et de ses infrastructures peut être observée sur les différentes représentations cartographiques du territoire : la carte de Cassini (XVIIIe siècle), la carte d'état-major (1820-1866) et les cartes ou photos aériennes de l'IGN pour la période actuelle (1950 à aujourd'hui).

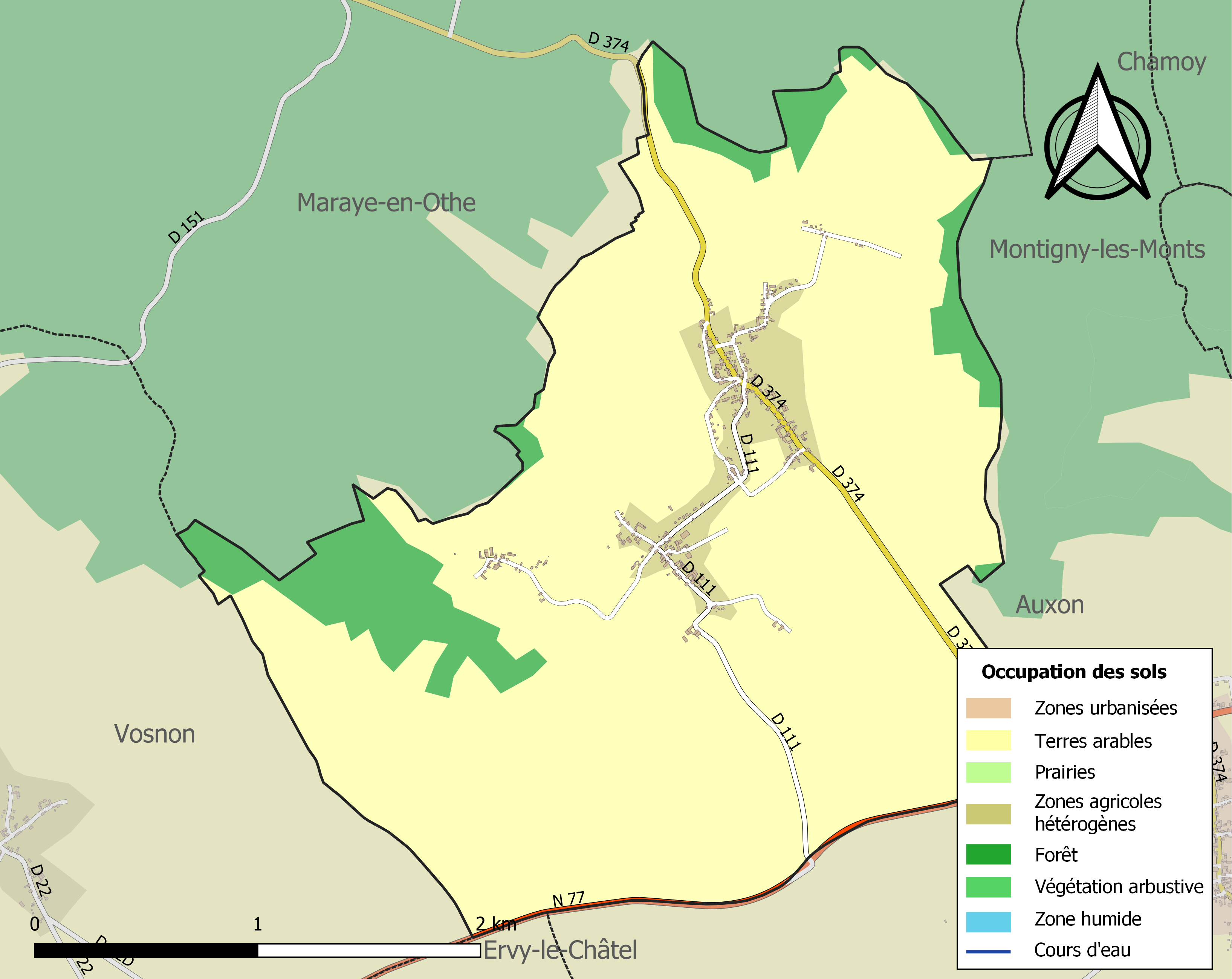
Carte des infrastructures et de l'occupation des sols de la commune en 2018 (CLC).

## Histoire
La commune d'Eaux-Puiseaux a été créée en 1846 par démembrement de la commune d'Auxon. C'était deux écarts d'Auxon Eaux et Puiseaux, la première mention est de 1145, Puteoli comme grange de l'abbaye Notre-Dame de Dilo.

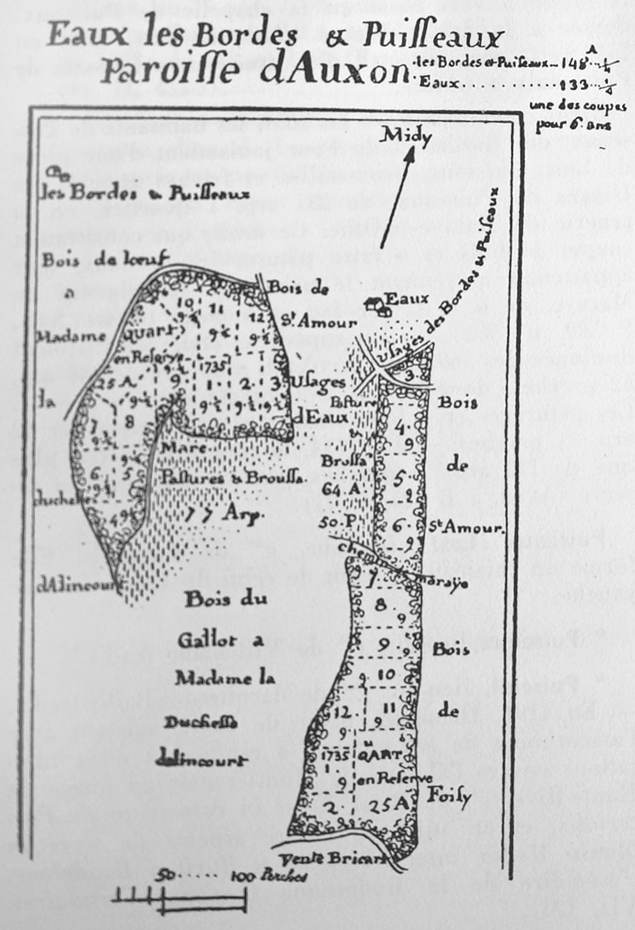
Eaux et Les Bordes encore à Auxon.

Il y avait, au lieu-dit Plesseiz de Puisseaulx une maison seigneuriale et une chapelle,  en 1509 Louise de Roffey en faisait l'aveu à l'abbaye Saint-Pierre-le-Vif et l'évêque donnait l'autorisation d'y dire messes basses le 6 août 1520, la chapelle était dédiée à la Sainte-Vierge.

## Politique et administration
| Période                                  | Période  | Identité           | Étiquette | Qualité  |
| ---------------------------------------- | -------- | ------------------ | --------- | -------- |
| mars 2001                                | mai 2020 | Pierre Jacquis     | DVD       | Retraité |
| mai 2020                                 | En cours | Christophe Louault |           |          |
| Les données manquantes sont à compléter. |          |                    |           |          |

## Population et société

### Démographie
L'évolution du nombre d'habitants est connue à travers les recensements de la population effectués dans la commune depuis 1851. Pour les communes de moins de 10 000 habitants, une enquête de recensement portant sur toute la population est réalisée tous les cinq ans, les populations de référence des années intermédiaires étant quant à elles estimées par interpolation ou extrapolation. Pour la commune, le premier recensement exhaustif entrant dans le cadre du nouveau dispositif a été réalisé en 2006.

En 2022, la commune comptait 251 habitants, en évolution de −0,79 % par rapport à 2016 (Aube : +0,7 %, France hors Mayotte : +2,11 %).
| 1851 | 1856 | 1861 | 1866 | 1872 | 1876 | 1881 | 1886 | 1891 |
| ---- | ---- | ---- | ---- | ---- | ---- | ---- | ---- | ---- |
| 825  | 772  | 755  | 741  | 692  | 698  | 654  | 639  | 595  |

| 1896 | 1901 | 1906 | 1911 | 1921 | 1926 | 1931 | 1936 | 1946 |
| ---- | ---- | ---- | ---- | ---- | ---- | ---- | ---- | ---- |
| 543  | 491  | 429  | 404  | 350  | 366  | 364  | 324  | 321  |

| 1954 | 1962 | 1968 | 1975 | 1982 | 1990 | 1999 | 2006 | 2011 |
| ---- | ---- | ---- | ---- | ---- | ---- | ---- | ---- | ---- |
| 291  | 248  | 216  | 186  | 186  | 172  | 194  | 234  | 234  |

| 2016 | 2021 | 2022 | - | - | - | - | - | - |
| ---- | ---- | ---- | - | - | - | - | - | - |
| 253  | 254  | 251  | - | - | - | - | - | - |

### Enseignement
La commune ne dispose d'aucune école. L'école maternelle et primaire la plus proche se trouve à Auxon, le collège est situé à Ervy-le-Châtel, les lycées les plus proches se trouvent à Troyes.

## Santé
Les établissements de santé les plus proches du village sont l’hôpital de Troyes et le centre hospitalier de Tonnerre.

## Manifestations culturelles et festivités
Une association puisotine, le Comité des Loisirs d'Eaux-Puiseaux (CLEP), organise plusieurs fêtes pour les habitants, telles que la fête de la musique, le Noël des enfants, ou encore Pâques. La mairie organise aussi chaque année la fête du 14-Juillet.

## Culture locale et patrimoine

### Lieux et monuments
- Église Notre-Dame-de-la-Nativité d'Eaux-Puiseaux.

### Personnalités liées à la commune
- Les seigneurs de Piseaux : Guillaume et sa fille Jacquette épouse de Jean Milart en 1450.
- La famille Mocquery a donné trois généraux du XIXe siècle, Georges Alexis Mocquery, Alexandre et Antoine Joseph.
- L'écrivain Robert Antelme, notamment connu pour L'Espèce humaine, y a vécu à la fin de sa vie. Il habitait rue des Bordes.
- L'auteur de romans policiers Mario Ropp (de son vrai nom Anne-Marie Devillers) résidait dans la commune depuis 1961, jusqu'à sa mort en 2007.